# 威斯康星领地百年纪念半美元
威斯康星领地百年纪念半美元（英語：Wisconsin Territorial Centennial half dollar）是大卫·帕森斯与本杰明·霍金斯设计、美國鑄幣局1936年生产的50美分纪念币，正面刻画铅矿石与持鹤嘴锄的手，意指威斯康星领地早期的铅矿开采；背面是獾与领地徽章图案。
威斯康星百年纪念委员会希望发行半美元纪念币筹资，收藏爱好者和投机分子的关注令组织方根本不担心销路。威斯康辛州联邦参议员小罗伯特·拉福莱特递交的法案经过修改顺利颁布，无人反对。美国美术委员会否决帕森斯的初稿，霍金斯随后获聘并重新设计，方案最后定为两人共同设计。
铸币局1936年7月生产2.5万枚新币，但百年纪念活动期间仅有促销，未见发售。纪念活动结束后硬币销售疲软，威斯康星历史学会直到20世纪50年代末才卖完。如今这款纪念币价值基本不超过250美元，具体视成色而定。

## 背景
威斯康辛州1848年加入美国联邦，此前属威斯康星領地，大部分源自大不列顛王國通过1783年《巴黎条约》割让的西北領地。划入密歇根领地后，威斯康星西南地区在19世纪20年代发现大量铅矿，地位显著提升。早期许多开矿人没有另外建房，就住在礦井里，威斯康星居民的昵称“獾”便由此而来。当地安身立命的人越来越多，地区地位逐渐提升，1836年成为独立领地，首任总督亨利·道奇1836年7月4日宣誓就职。
物以稀为贵，发行量很少的美国纪念币经市场追捧迅速升值，1936年出现井喷。1954年前，美国政府不直接参与纪念币销售，而是国会授权组织以面值从铸币局独家买断所有硬币，自行决定是否加价向公众销售。新币由此进入二级市场，1936年初所有早期纪念币价值都超过发行价。公众只需买下并持有纪念币就能轻松等待升值赚取利润，许多人开始收集硬币，尽量买到新发行的币种。国会1936年授权的纪念币种类之多空前绝后，至少有15款。过去取得授权买断硬币的组织这年还推动国会重新授权，其中又以1926年首发的俄勒冈小径纪念半美元最为典型。
1935年2月，威斯康星百年纪念委员会经麦迪逊硬币俱乐部建议组建铸币委员会，负责推动发行半美元纪念币，为各种纪念活动筹资。1936年发行的纪念币种类繁多，其中很多都只有地方纪念意义，不具备国家乃至民族意义，威斯康星领地百年纪念半美元便是如此。正如钱币学作家昆汀·戴维·鲍尔斯所言，由国家发行硬币来纪念领地政府成立未免小题大作。钱币学家鲍勃·贝尔2021年撰文指出，20世纪20至30年代，许多完全只对地方有意义的活动都靠纪念币增收，国会与美国铸币局推波助澜，威斯康星领地百年纪念半美元也不例外。

## 立法
经铸币委员会弗雷德·哈里斯推动，威斯康星州联邦参议员小罗伯特·拉福莱特1936年1月30日在国会建议发行威斯康星领地百年纪念半美元，法案转交参议院银行与货币委员会审核。3月11日，科罗拉多州参议员阿尔瓦·布兰查德·亚当斯带领小组委员会审核包括威斯康星领地半美元在内的众多纪念币法案。
亚当斯曾调查20世纪30年代中期部分纪念币发售商滥用发行和溢价权的问题，结果表明部分发售商力争在多个铸币局生产纪念币，不同铸币局出产的硬币上通常有不同铸币标记，这样同一款硬币就会出现不同品种，收藏爱好者为集齐套装只能分别购买，对此以前的硬币授权法案没有限制。德克萨斯州硬币交易商、美国钱币协会官员莱曼·霍夫克在小组委员会听证会上作证时指出，以最早于1926年铸造的俄勒冈小径纪念半美元为例，部分纪念币因出产年份和铸币标记不同导致品种繁多，有些品种完全被个别经销商买断，还有一些因产量低致使价格居高不下。为集齐套装，收藏爱好者需要面对大量品种和虚高的价格，他们对此极为不满。
小组委员会3月26日向参议院回报并附亚当斯起草的报告。原版法案不限制由多少家铸币分局生产，纪念币销售方还能自行决定各分局产量。亚当斯的报告建议规定纪念币只能在一家分局生产，每次产量不低于五千，无论哪年生产，硬币所刻都是法案授权年份。3月27日，参议院通过全部六项纪念币法案，其中威斯康星领地半美元是第四项，没有任何人提出异议或问题。
接下来法案送到众议院并由铸币与度量衡委员会审核，4月16日纽约州议员安德鲁·萨默斯代表委员会建议把单次最低产量从五千提升到两万五后通过法案。经威斯康星州议员加德纳·维思罗动议，众议院4月28日接受建议修订并通过法案，同样无人提出问题或异议。
法案在众议院修改，参议院需重新审议。5月4日，参议院接受亚当斯动议同意众议院修订，富兰克林·德拉诺·罗斯福总统1936年5月15日签署后新法生效，授权发行至少2.5万枚具备法偿地位的半美元。新法没有规定产量上限，只规定每次产量不低于2.5万并在法案颁布后一年内生产，所刻年份必须是1936而且只能有一种设计图案。

## 准备

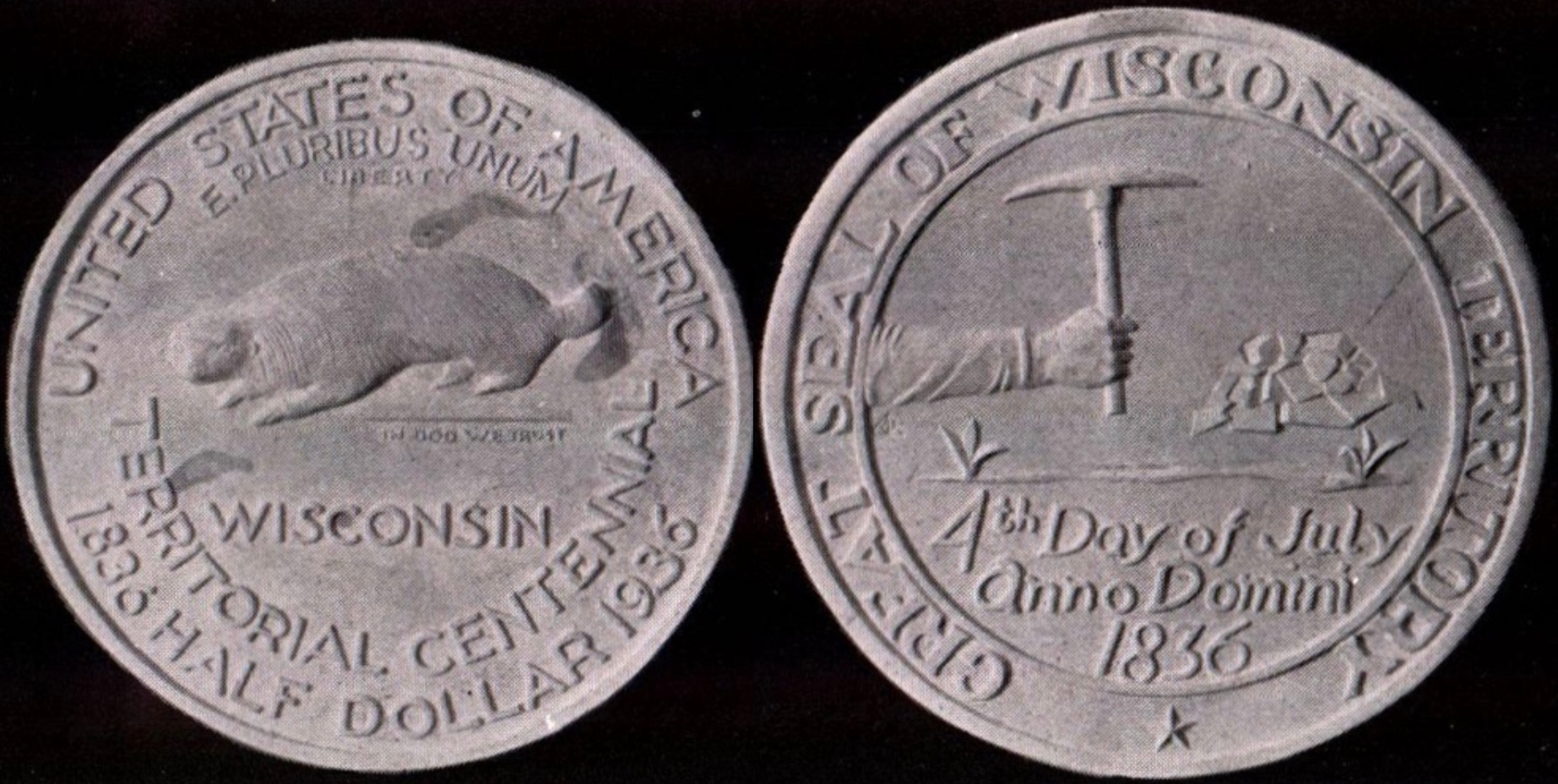
帕森斯设计方案模型

国会尚未通过法案，威斯康星百年纪念委员会就在1936年4月挑选当地美术院系学生大卫·帕森斯设计硬币，要求一边采用威斯康星领地徽章，另一边是獾。帕森斯制作的模型效果不佳而且浮雕太高，遭美國鑄幣局否决。威斯康星百年纪念委员会请政府部门推荐人选，财政部邀请美国美术委员会提供建议，纽约雕塑家本杰明·霍金斯随后获聘。根据沃伦·盖玛利尔·哈定总统1921年签署的行政命令，美术委员会有权对包括硬币在内的各种公共美术品提供设计建议。
美术委员会主席查尔斯·摩尔5月14日致信霍金斯，告知百年纪念委员会的要求并附威斯康星领地徽章，还称百年纪念委员会希望他三周内完成设计。霍金斯6月3日递交成品模型，美术委员会两天后批准，再由纽约奖章用品公司缩制成硬币大小的出币毂。
钱币学作家唐·塔克西认为，霍金斯根据领地徽章设计，与帕森斯的方案无关，设计的獾图案也完全不同，把半美元非说成是两人共同设计有欠公道。在他看来，这纯粹是百年纪念委员会想把设计功劳分给威斯康星地方美术从业人员。

## 设计

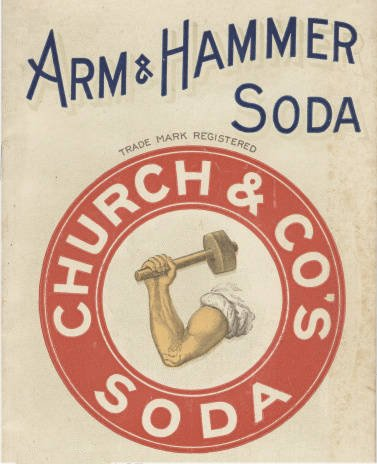
科尼利厄斯·弗缪尔将半美元正面与Arm & Hammer商标（图）对比

硬币正面根据领地徽章改编，主体是矿工持鹤嘴锄的前臂，铅矿石与土壤为背景，代表19世纪20年代许多人奔赴东南威斯康星采矿。图案下方文字意为“1836年7月4日” ，是首任总督道奇就职之日。最边缘由授权年份“1936”和“WISCONSIN TERRITORIAL CENTENNIAL”（“威斯康星领地百年纪念”）环绕。
硬币背面的獾是威斯康星州代表动物，身后三根箭象征白人定居者与印第安人爆发的武装冲突，橄榄枝代表和平为威斯康星领地成立创造条件。安东尼·斯沃泰克与沃尔特·布林1988年的纪念币著作认为，箭和橄榄枝一边代表屠杀和驱逐印第安人，另一边代表白人定居者的安全。图案周围是法定铭文（“自由”）与（“合众为一”）”，还有国名（“美利坚合众国”）、面值（“半美元”）。霍金斯的姓氏首字母位于獾下方，獾代表威斯康星早期毛皮交易时代。硬币两面都突出威斯康星州的自然资源。
据鲍尔斯记载，收藏爱好者对威斯康星领地半美元的设计图案不以为然，纪念币一直没有引起大力追捧。塔克西认为威斯康星领地半美元在美国早期纪念币位居倒数。美术史学家科尼利厄斯·弗缪尔的美国钱币和奖章主题著作同样对半美元观感不佳，觉得设计图案就像盒装Arm & Hammer汽水：
纪念威斯康星领地一百周年的1936年硬币尽显业余，模型是威斯康星大学美术生所作……从美术品角度来说，美国这款半美元比最差劲的高中奖章好不到哪儿去。就视觉体验而言，它与最差劲的地方社区或小众场合奖牌半斤八两，无论放在哪个时代都平平无奇。

## 发行与收藏

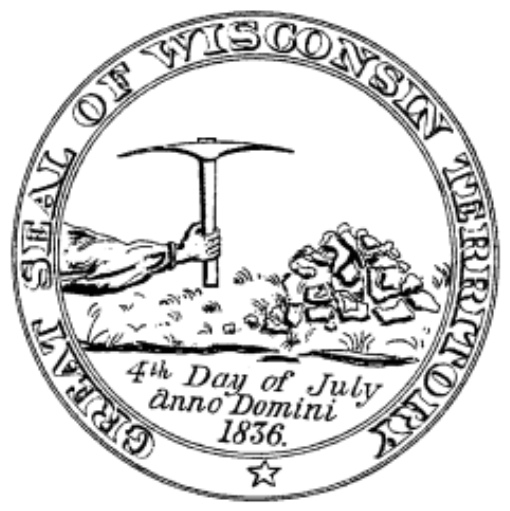
威斯康星领地徽章

铸币委员会对授权法案通过充满信心，负责硬币销售的哈里斯早在1936年4月就开始接单，此时距法案在国会通过还有一个月。法案没有规定产量上限，只限制一次出产不少于2.5万枚；哈里斯为稳妥起见只订做2.5万。费城铸币局同年七月生产25015枚半美元，15枚由铸币局保留，等待1937年美国化验委员会的年度检验。威斯康星领地百年纪念活动定在6月27日至7月5日，纪念币基本不可能赶上，委员会以1.5美元单价邮购发售。庆典活动为硬币销售造势，6月27日至7月5日威斯康星大学橄榄球场兰达尔营体育场举办历史盛会。
威斯康星地方报刊对半美元赞赏有加，声称订单遍及世界各地，纪念币很快售罄，但实际情况并非如此。威斯康星领地半美元发售太晚，基本只有当地居民购买，1936年结束之际还剩很多，此后16年由威斯康星历史学会降至1.25美元继续销售，1952年涨到三美元，50年代末才卖完。
硬币采用的纸套包装与缅因州约克县三百周年半美元类似，包装盒插槽最多可容纳五枚。购买一到两枚则由薄纸封装，寄出的信封要么以橡皮图章印上退件信息（“十天后退回威斯康星州麦迪逊州议会大厦，州负责人”），要么印刷（“威斯康星州麦迪逊第一国民银行大厦，汉克斯”）。信封同样是收藏品，如今价值50至75美元。
1940年，未流通级成色的威斯康星领地美元要价约1.25美元，1950年涨至三美元，1960年14美元，1985年达325美元。根据理查德·约曼2020年豪华版《美国钱币指南手册》，如今这款纪念币视成色而定，价值在175至250美元范围。2015年一枚成色特别好的样币以17625美元高价成交。

## 脚注
1. 1 2 3 4 5  Yeoman，第1093頁.
2. ↑  Flynn，第354頁.
3. ↑  Crowell.
4. ↑  Yeoman，第1096頁.
5. ↑  Mint Marks.
6. 1 2 3 4 5 6  Coinsite.
7. 1 2 3  Bair，第41頁.
8. ↑  Bowers，第12–13頁.
9. ↑  Yeoman，第1079–1101頁.
10. 1 2 3  Bair，第42頁.
11. 1 2 3  Bowers，第401頁.
12. ↑  Bair，第45頁.
13. ↑  1936 Congressional Record, Vol. 82, Page 1194 (1936-01-30)
14. 1 2  Senate hearings，第title page, 1–2頁.
15. ↑  Senate hearings，第11–12頁.
16. ↑  Senate hearings，第18–23頁.
17. ↑  Senate report，第1頁.
18. 1 2  1936 Congressional Record, Vol. 82, Page 4489–4490 (1936-03-27)
19. ↑  House report，第1頁.
20. ↑  1936 Congressional Record, Vol. 82, Page 6314–6315 (1936-04-28)
21. ↑  1936 Congressional Record, Vol. 82, Page 6611 (May 4, 1936)
22. ↑  美國聯邦公法第74–399號
23. ↑  Taxay，第201–203頁.
24. ↑  Taxay，第v–vi頁.
25. 1 2  Taxay，第204頁.
26. ↑  Bullowa，第143頁.
27. 1 2  Swiatek，第378頁.
28. 1 2  Swiatek & Breen，第267頁.
29. 1 2  Swiatek，第377–378頁.
30. ↑  Swiatek，第113頁.
31. ↑  Bullowa，第143–144頁.
32. ↑  Bowers，第403頁.
33. ↑  Taxay，第201頁.
34. ↑  Vermeule，第194頁.
35. ↑  Bowers，第402–403頁.
36. 1 2  NGC.
37. ↑  Swiatek，第379–380頁.
38. ↑  Bowers，第404頁.
39. ↑  Yeoman，第1094頁.